# Liffey
El Liffey (anglès) o An Life (gaèlic irlandès) és un riu que travessa Dublín, la capital d'Irlanda, d'oest a est. Des del seu naixement en Sally Gap (Comtat de Wicklow), recorre 125 quilòmetres fins que desemboca en la badia de Dublín, al Mar d'Irlanda. El Liffey neix al Sally Gap, a prop de Kippure, una de les muntanyes de Wicklow, i recorre prop de 125 km entre els comtats de Wicklow, Kildare i Dublín, abans de desembocar a la mar d'Irlanda. Existeixen tres centrals hidroelèctriques en el curs del riu, situades en Poulaphouca, Golden Falls i Leixlip.